# Sur Oriente (Barranquilla)
Sur Oriente es una de las cinco localidades en que se encuentra dividida administrativa y políticamente la ciudad colombiana de Barranquilla.

## Ubicación
Se encuentra ubicada dentro de los siguientes límites: Al Norte con la Carrera 38, al Suroriente con el río Magdalena, al Suroccidente con la acera oriental de la avenida Murillo, y al sur con los límites del municipio de Soledad.

## División político-administrativa
La localidad cuenta con 36 barrios y es administrada por un alcalde local y una Junta Administradora Local integrada por quince ediles de la localidad.
Los barrios que conforman la localidad son:
| - Alfonso López - Atlántico - Bella Arena - Boyacá - Chiquinquirá - El Campito - El Limón - El Milagro - José Antonio Galán - La Alboraya - La Chinita - La Luz - La Magdalena - La Unión - La Victoria - Las Dunas - Las Nieves - Las Palmas | - Las Palmeras - Los Laureles - Los Trupillos - Moderno - Montes - Pasadena - Primero de Mayo - Rebolo - San José - San Nicolás - San Roque - Santa Helena - Simón Bolívar - Tayrona - Universal I y II - Villa Blanca - Villa del Carmen - Zona Franca |

## Sitios de interés
- Puente Pumarejo
- Jardín Botánico de Barranquilla
- Parque Plaza 7 de Abril (parque Almendra)
- Parque Las Nieves
- Centro Comercial Panorama
- Centro comercial Parque Alegra
- SENA
- Polideportivo del barrio La Magdalena
- Parque Inmaculada Concepción del barrio las Palmas
- Parque Primero de Mayo